# Five Nights at Freddy’s: Sister Location
Five Nights at Freddy’s: Sister Location (с англ. — «Пять ночей у Фредди: Сестринская локация») — независимая компьютерная игра в жанрах point-and-click и survival horror, разработанная и выпущенная в 2016 году американским игровым дизайнером Скоттом Коутоном. Игра является пятой основной частью серии Five Nights at Freddy’s и шестой во франшизе в целом. Действие Sister Location происходит в фабрике «Circus Baby’s Entertainment and Rental», расположенной по соседству с пиццерией «Freddy Fazbear’s Pizza». Главным героем является новый работник Майк, который должен выполнять техническое обслуживание заведения, попутно обороняясь от враждебных аниматроников. Игровой процесс Sister Location разительно отличается от предыдущих игр Five Nights at Freddy’s — в ней игрок может перемещаться по комнатам и выполнять различные задания.
В апреле 2016 года Скотт Коутон анонсировал игру слоганом «Никогда не было только одного». Вслед за трейлером, опубликованным в мае, Sister Location вышла 7 октября 2016 года на Windows. 22 декабря игра была выпущена на Android, а 3 января следующего года — на iOS. Летом 2020 года Sister Location была портирована на консолях Nintendo Switch, Xbox One и PlayStation 4. Игра получила смешанные отзывы от критиков и игроков — её хвалили за озвучку и атмосферу, но критиковали обновлённый геймплей и сложность. В декабре 2017 года вышло продолжение Freddy Fazbear’s Pizzeria Simulator.

## Игровой процесс
Five Nights at Freddy’s: Sister Location представляет собой игру в жанре survival horror с элементами point-and-click. Игрок управляет Майком — ночным техником в фабрике по ремонту и обслуживанию аниматроников «Circus Baby’s Entertainment and Rental». Персонаж должен отработать пять смен, именуемых в игре «ночами», и не попасться на глаза аниматроникам, которые ночью становятся подвижными и опасными.
Sister Location продолжает point-and-click-формат из предыдущих частей, однако в ней более динамичная игровая среда. Игроки могут перемещаться по комнатам для выполнения заданий, указав на определённое место — главный модуль управления, зрительный зал «Фантайм» Фредди, центр управления цирком и галерея Баллоры. Каждая «ночь» заканчивается выполнением поставленных задач, а не выживанием в установленный срок. В дополнение к голосу искусственного интеллекта HandUnit, игроку доступны различные инструменты для навигации по комнатам и усмирения аниматроников. Например, в первую «ночь» Майк использует приподнятую панель управления для освещения комнаты, а в третьей используется маячок для ориентирования в зале «Фантайм» Фредди и избегания «Фантайм» Фокси.
Как и во предыдущих играх Five Nights at Freddy’s, игра заканчивается в случае, если на персонажа игрока нападает аниматроник. Но здесь аниматроники не преследуют игрока — если игрок неправильно выполнил поставленную задачу, то противник нападает на Майка. В случае гибели персонажа в редком случае запускается стилизованный под игры на Atari 2600 платформер, внешне напоминающий мини-игры из Five Nights at Freddy’s 2. В нём игрок управляет аниматроником Цирковой Бейби, раздающей детям кексы. Прохождение этой мини-игры открывает секретный уровень в пятой «ночи», который геймплейно походит на предыдущие игры Five Nights at Freddy’s, в которых игрок не мог свободно перемещаться. Прохождение всех пяти «ночей» открывает дополнительные возможности, включая бонусную «ночь», в которой игрок может настроить интеллект каждого аниматроника.

## Сюжет
Главного героя Майка нанимают работать в «Circus Baby’s Entertainment and Rental» — подземную фабрику аниматроников ныне закрытой пиццерии «Circus Baby’s Pizza World». Искусственный интеллект HandUnit приветствует Майка каждый вечер и поручает ему задачи по техническому обслуживанию. Первая ночь проходит гладко — персонаж с помощью кнопок управления на возвышении проверил работу трёх аниматроников, Баллоры, Цирковой Бейби и Фокси серии «Фантайм», и применил электрошок для проверки их активности. Во вторую ночь отключается электричество, аниматроники оживают, а Цирковая Бейби предупреждает Майка об опасности, исходящей от других аниматроников. Она инструктирует его в зрительном зале «Фантайм» и помогает ему перенастроить автоматические выключатели. На третью ночь, после проведения технического обслуживания Фредди, на Майка нападает Фокси, и для защиты от него Цирковая Бейби одевает персонажа в костюм с пружинным механизмом, из которого он должен выбраться в следующую ночь, отбиваясь от Минирины.
В пятую ночь Майк замечает двух повешенных техников в том месте, где должны были находится аниматроники, из-за чего HandUnit не замечает их отсутствие. Цирковая Бейби велит Майку разобрать её пустую оболочку в комнате для сбора мусора, где извлекаются эндоскелеты, однако она предупреждает его о преследовании Баллоры, которая хочет убить его. В перерывах между ночами Майк смотрит дома анимационный ситком.

### Концовки
У игры две концовки. Если Майк последует указаниям Цирковой Бейби, то он обнаружит, что все аниматроники собраны машиной «Scooper». Выясняется, что голос Цирковой Бейби принадлежит Эннарду — аниматронику, который использует машину для того, чтобы выпотрошить Майка и переодеться в его шкуру. Альтернативная концовка же открывается в том случае, если игрок завершил мини-игру с Цирковой Бейби, которая появляется после смерти персонажа — в ней Цирковая Бейби вытаскивает коготь из своего живота, втягивает его и убивает некую девочку, душа которой вселяется в аниматроника. Игрок может проигнорировать указания Цирковой Бейби, войдя в отдельную комнату. Внутри он должен отбиваться до шести часов утра от разгневанного неповиновением игрока Эннарда. Майк возвращается домой и обнаруживает, что Эннард последовал за ним.
В серии кат-сцен, которые воспроизводятся в том случае, если игрок проходит самые трудные испытания в дополнительной ночи, Эннард оставляет разложившееся тело Майка, но тот оживает. Оказывается, что Майк — сын Уильяма Афтона, убийцы из предыдуших игр Five Nights at Freddy’s. Обезображенный Майк рассказывает, что Уильям отправил его на фабрику, чтобы освободить «её», в результате чего аниматроники напали на него, приняв Майка за Уильяма. Поскольку идти больше некуда, Майк решает найти своего отца. В финальной сцене показаны сгоревшие остатки тематического хоррор-аттракциона «Fazbear’s Fright», из которого появляется Спрингтрап.

## Анонс и выход
Разработчик Скотт Коутон ранее заявлял, что выпущенная летом 2015 года Five Nights at Freddy’s 4 станет последней игрой в серии. Тем не менее, в апреле 2016 года он показал на своём веб-сайте тизерное изображение Sister Location со слоганом «Никогда не было только одного». 21 мая был выпущен трейлер к игре. В августе вышел тизер с чёрным экраном, в середине которого было написано «ОТМЕНЕНО. В связи с утечками». Однако при осветлении тизера можно было увидеть текст, в котором сообщалось, что пиццерия в игре была закрыта из-за утечки газа, а не отменена игра, как можно было подумать изначально. За несколько дней до выхода Коутон написал на форумах Steam, что в игре довольно мрачный сюжет, поэтому в неё нельзя будет играть детям, так что ему возможно потребуется ещё пара месяцев для доработки игры, чтобы сделать её доступной для более молодой аудитории, однако чуть позже сам опровергнул это. Sister Location вышла 7 октября 2016 года на Windows в Steam. После выхода был выпущен патч, понижающий сложность в четвёртую «ночь». В октябре вышел загружаемый контент, добавляемый неканоническую бонусную «ночь». 22 декабря Sister Location была выпущена на Android, а 3 января следующего года — на iOS. 18 июня, 10 и 21 июля 2020 года игра была портирована на консоли Nintendo Switch, Xbox One и PlayStation 4 соответственно.

## Отзывы критиков
| Сводный рейтинг    | Сводный рейтинг |
| Агрегатор          | Оценка          |
| ------------------ | --------------- |
| GameRankings       | 67,50 %         |
| Metacritic         | 62/100          |
| OpenCritic         | 20%             |
| Иноязычные издания |                 |
| Издание            | Оценка          |
| Destructoid        | 6/10            |
| GameCrate          | 7,50/10         |

Согласно сайту-агрегатору Metacritic, ПК-версия Five Nights at Freddy’s: Sister Location получила 62 балла из 100, что, по критериям сайта, указывает на «смешанные отзывы». По данным его аналога, OpenCritic, игру порекомендовало только 20 % критиков. Некоторые рецензенты отметили, что Sister Location ознаменовала значительный прогресс в качестве производства серии, а Патриция Эрнандес из Kotaku назвала её «самой амбициозной игрой Коутона на сегодняшний день».
Обновлённый игровой процесс Sister Location получил неоднозначные оценки. Патриция Эрнандес подчеркнула, что в игре есть голос, который направляет игрока, а не предоставляет ему самому разбираться в механиках, как в предыдущих играх серии. Уильям Хьюз из The A.V. Club и Ник Роуэн из Destructoid высоко оценили повышенную мобильность и задачи, последнее они описали как ведущие к «нескольким фантастическим моментам и по-настоящему жуткому сценарию». Однако оба рецензента раскритиковали сложность игры. Некоторые сочли её слишком простой, в то время как другие — слишком сложной. Анджело Д’Ардженио из GameCrate писал, что каждая ночь «заканчивается тем, что он становится практикантом и проходит первый уровень, после чего его быстро отбрасывают», утверждая, что после некоторого количества проб и ошибок сложность игры уменьшается. Но Ник Роуэн утверждал, что Sister Location поддерживает развитие событий и доставляет новые ощущения на протяжении всей рабочей недели, а её сложность — это то, что мешает другим аспектам игры преуспеть. В частности, он называл четвёртую «ночь» «серьёзным препятствием, которое, скорее всего, предназначено для того, чтобы сократить продолжительность игры, чем улучшить впечатления».
Критики высоко оценили атмосферу, а также качество озвучки. Анджело Д’Ардженио посчитал, что добавление озвучки соответствующим аниматроникам усилило эффект устрашения, отметив, что аниматроники теперь больше не похожи на безмозглые машины убийств. Уильям Хьюз согласился с ним, подчеркнув озвучку Цирковой Бейби. Однако мнения о добавленном в игру юморе разделились. Если GameCrate, The A.V. Club и Kotaku сочли юмор хорошим дополнением к игре, помогающем успокоить игрока, то Destructoid посчитал, что большинство попыток пошутить портят атмосферу.